# Victor Bulat
Victor Bulat (n. 5 ianuarie 1985) este un fotbalist care joacă pentru clubul moldovean Dacia Chișinău. Are 7 selecții la echipa națională de fotbal a Republicii Moldova.